# Abraham Govaerts

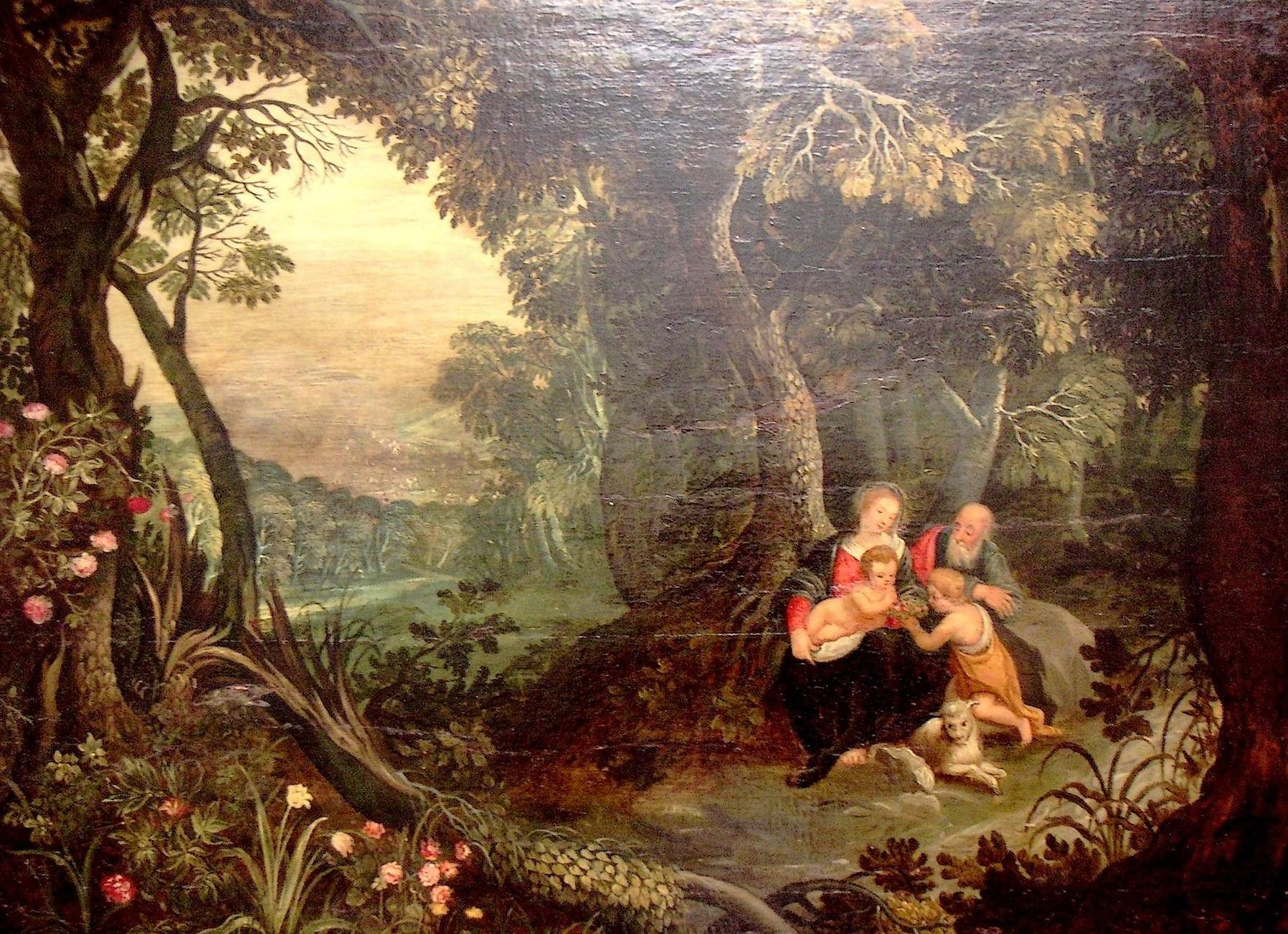
Abraham Govaerts en Frans Francken (II), De Heilige Familie met Johannes de Doper in een boslandschap

Abraham Govaerts (Antwerpen, 30 augustus 1589 – 9 september 1626) was een Brabants kunstschilder in de barokperiode. Zijn stijl was geïnspireerd door grote Vlaamse barokschilders zoals Rubens en Van Dyck en ook door kunstenaars als Jan Brueghel de Oude en Gillis van Coninxloo. Govaert werkte voor verschillende adellijke families in de Zuidelijke Nederlanden, waaronder de Habsburgse vorsten. Hij was niet alleen actief op het gebied van schilderkunst maar maakte ook prenten en ontwierp wandtapijten. 

## Biografie
Govaerts werd geboren in een familie van kunstenaars, zijn vader en grootvader waren kunstenaar. Abraham Govaerts leerde de eerste beginselen van het schildersvak van zijn vader. Hij werd daarna opgeleid door Tobias Verhaecht, een Vlaamse kunstenaar uit de late renaissance die bekend stond om zijn landschappen en stillevens. Later werd hij leerling van Joos de Momper, die hem nader introduceerde in de schilderkunst van het landschap. In 1607-1608 werd hij meester bij de Antwerpse Sint-Lucasgilde en in 1623 werd hij deken van dat gilde. Hij was gehuwd met Isabella Gielis, met wie hij twee dochters had. Hij gaf les aan Alexander Keirincx en andere schilders. Govaerts overleed op 48-jarige leeftijd in Brussel. 

## Werk
Bekend zijn vooral Govaerts landschappen, jachtscènes en verbeeldingen van religieuze of mythologische gebeurtenissen of verhalen. De realistische boslandschappen kennen veel detail. In zijn vroege werken, zoals Het park van Schoten, was de invloed van zijn vader nog duidelijk zichtbaar. Het werk geeft een parklandschap weer waarin een herderin zich bevindt, omringd door schapen en herten. Het toont de gevoeligheid en tederheid van Govaerts' vroege stijl. Naarmate zijn carrière vorderde veranderde zijn stijl en maakte hij meer gebruik van contrasterende kleuren en dramatische lichteffecten. Zijn kabinetstukken van landschappen met Bijbelse verhalen worden gekenmerkt door een illusionistische dieptewerking en uitgebalanceerde compositie. De pastorale landschappen, vaak met schaapherders en hun kuddes, waren geïnspireerd door de Italiaanse en Nederlandse landschapstradities. Het werk was sterk gestileerd en idealiseerde het landelijke leven. Govaerts schilderde vaak in samenwerking met onder andere Frans Francken (II) en Hans III Jordaens.. Voor Jan Brueghel de Oude creëerde hij de landschaps- en dierlijke achtergronden van verschillende werken. Hij kwam zo tot een grote productie. 

## Stijl
Hoewel Govaerts' werk vaak religieuze onderwerpen betrof, was zijn stijl heel modern. Hij experimenteerde met licht, kleur en perspectief op een manier die zowel emotioneel als realistisch was. Zijn werken zijn niet statisch, maar verbeeldingen van levendige actie en drama. De jachtscènes van de schilder maakte hem tot een van de meest gevraagde kunstenaars van de 17e eeuw. Zijn jachtschilderijen tonen vaak rijk gedekte tafels met geserveerd wild, afgebeeld onder felblauwe luchten met impressionistische berglandschappen. Zijn werk op dit gebied heeft een hele reeks kunstschilders uit zijn tijd geïnspireerd.  Een van zijn beroemdste werken is een groot altaarstuk voor de Sint-Pauluskerk in Antwerpen. Een ander belangrijk werk is het schilderij dat hij maakte voor de kathedraal van Antwerpen, getiteld De Martelaren van Gorcum. Het schilderij toont  het martelaarschap van negentien geestelijken die in 1572 werden gemarteld en vermoord door calvinistische rebellen. Het werk wordt gekenmerkt door zowel dramatiek als tederheid, waarbij de figuren expressief zijn uitgebeeld in de verschillende stadia van de martelingen die ze ondergingen.
Govaerts is ook bekend om zijn tapijtontwerpen. Hij ontwierp tapijten op dezelfde manier als zijn schilderijen: met aandacht voor landschappen en de menselijke vorm. Hij stond  bekend als 'de tapijtenarbeider' vanwege zijn ontwerpen en de manier waarop hij het materiaal manipuleerde om de gewenste effecten te creëren.
Zijn werken zijn te zien in veel musea, zoals het  Rijksmuseum in Amsterdam, het  Museum voor Schone Kunsten in Brussel en het Louvre in Parijs.

## Media
Stanley Kubrick gebruikte enkele werken van Govaerts in de film Barry Lyndon.
- Bibliothèque nationale de France: cb15037013h (data)
- Biografisch Portaal: 28184168
- Gemeinsame Normdatei: 129235954
- International Standard Name Identifier: 0000 0000 6680 0220
- Library of Congress Control Number: nr2004019173
- Nederlandse Thesaurus van Auteursnamen: 29259061X
- RKD-Nederlands Instituut voor Kunstgeschiedenis: 33074
- SNAC: w6cg49f4
- Système universitaire de documentation: 080475132
- Union List of Artist Names: 500006639
- Virtual International Authority File: 6005962
- WorldCat: E39PBJgcYMpDYTrJpYM6Rpwgrq